# Gare de Chișinău
La gare de Chișinău (en roumain : Gara Chișinău  est une gare ferroviaire en la capitale moldave.

## Situation ferroviaire
C'est un important nœud ferroviaire de Moldavie.

## Histoire
Elle se trouve sur la voie voulue par le Tzar qui donne l'autorisation en 1867, la gare ouvre en 1871. Il fallait aussi construire en pont sur le Dniestr pour relier l'Empire Russe. En 1875 la gare est relié à celle d'Ungheri,en 1877 vers la ROumanie et le Danube.

### Intermodalité

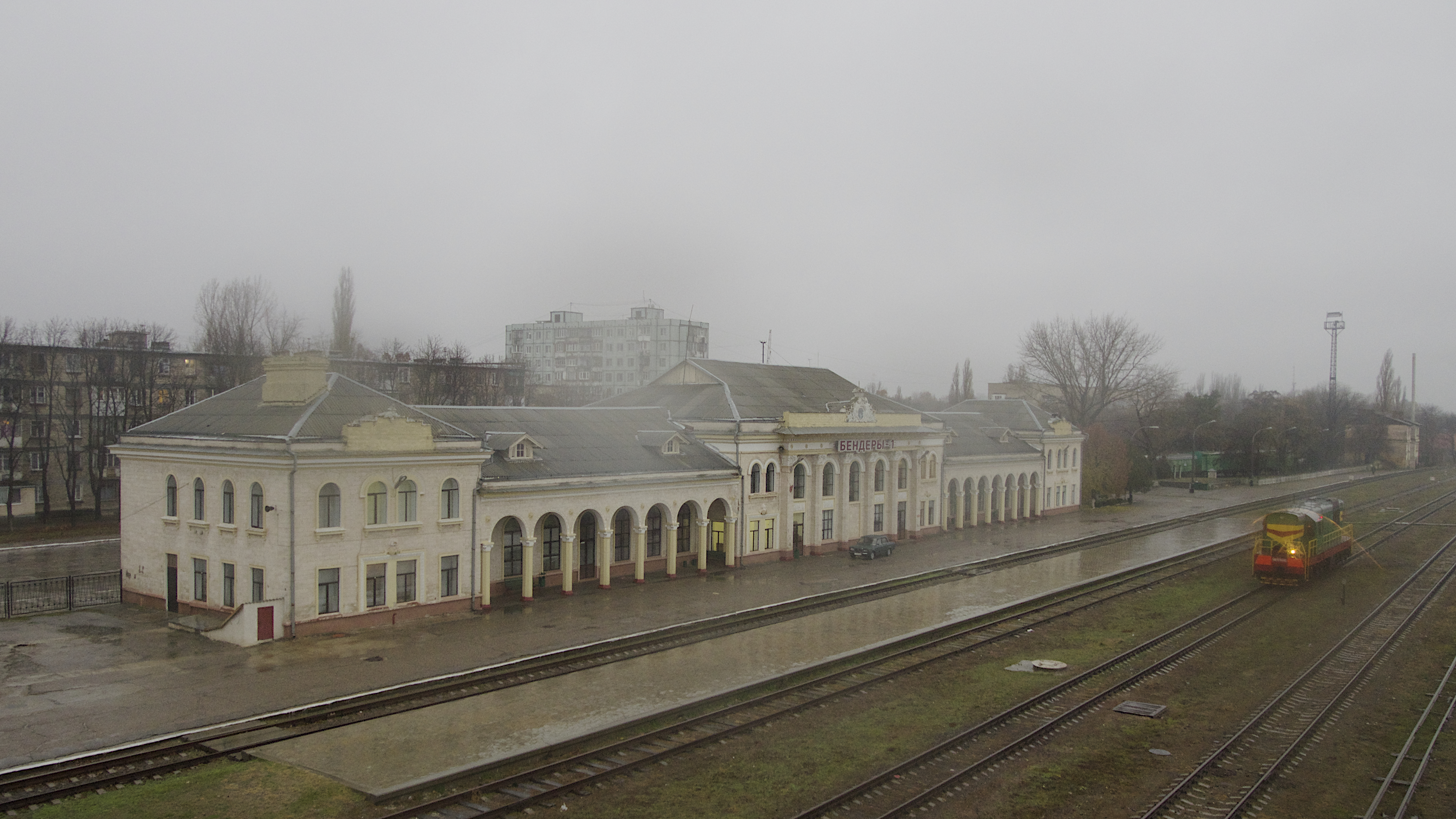
Façade et voies.

## Service des voyageurs

### Accueil

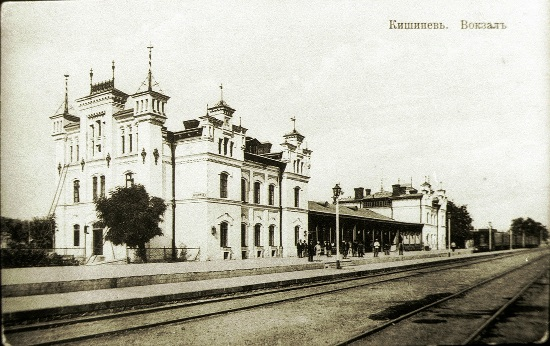
En 1889
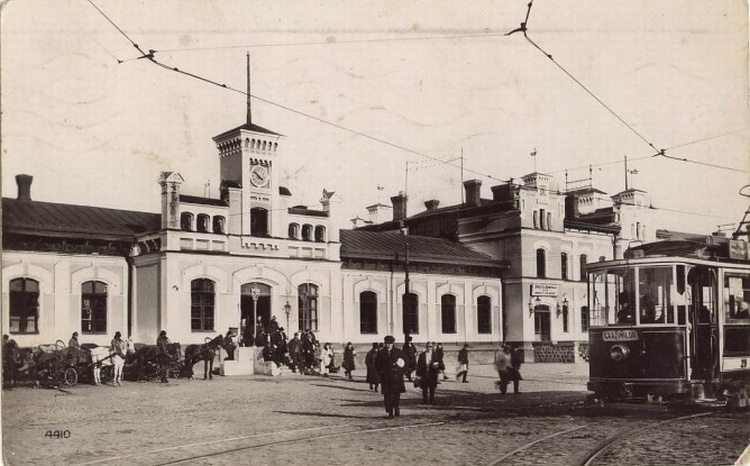
et en 1936,
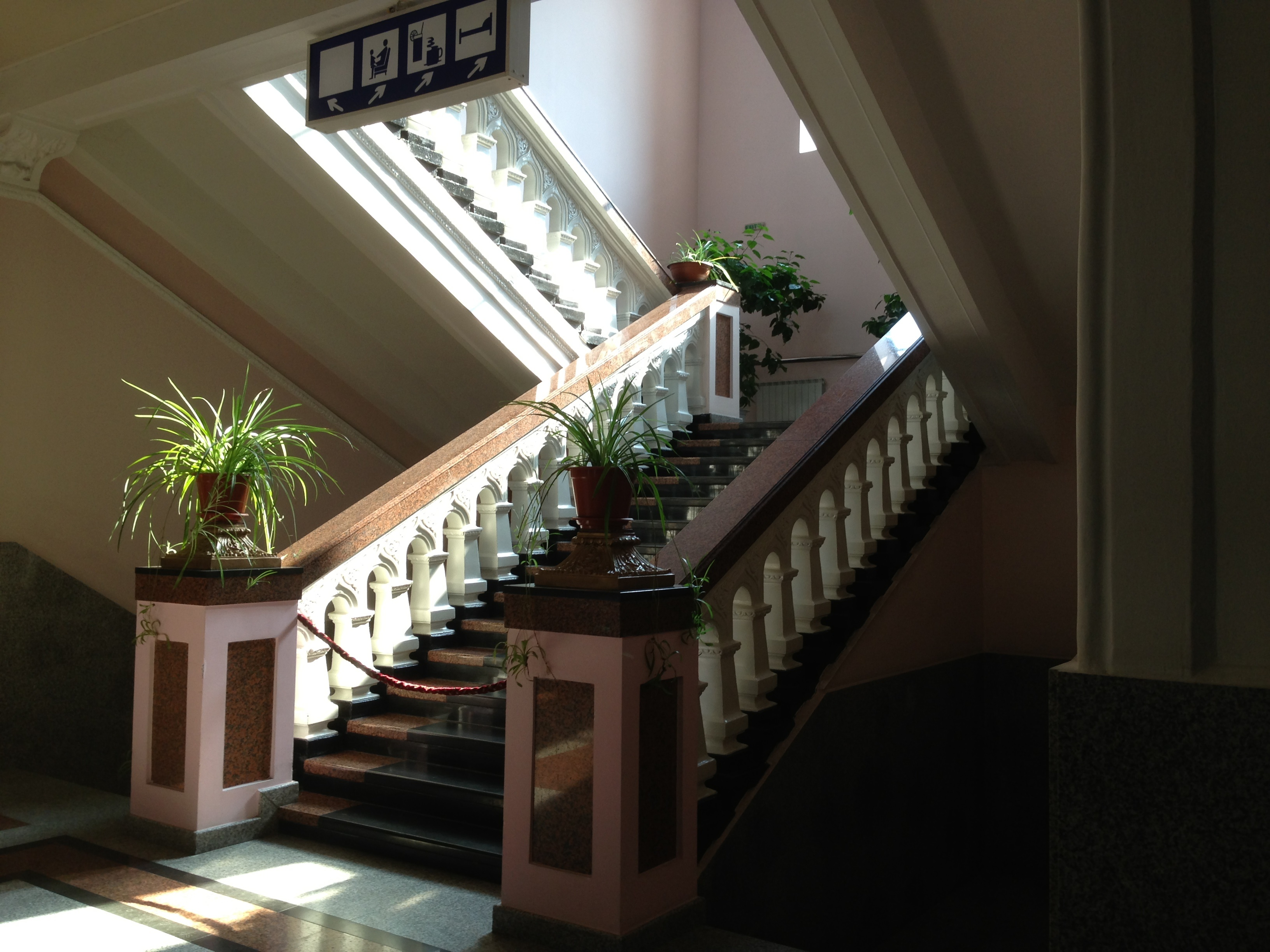
l'intérieur,
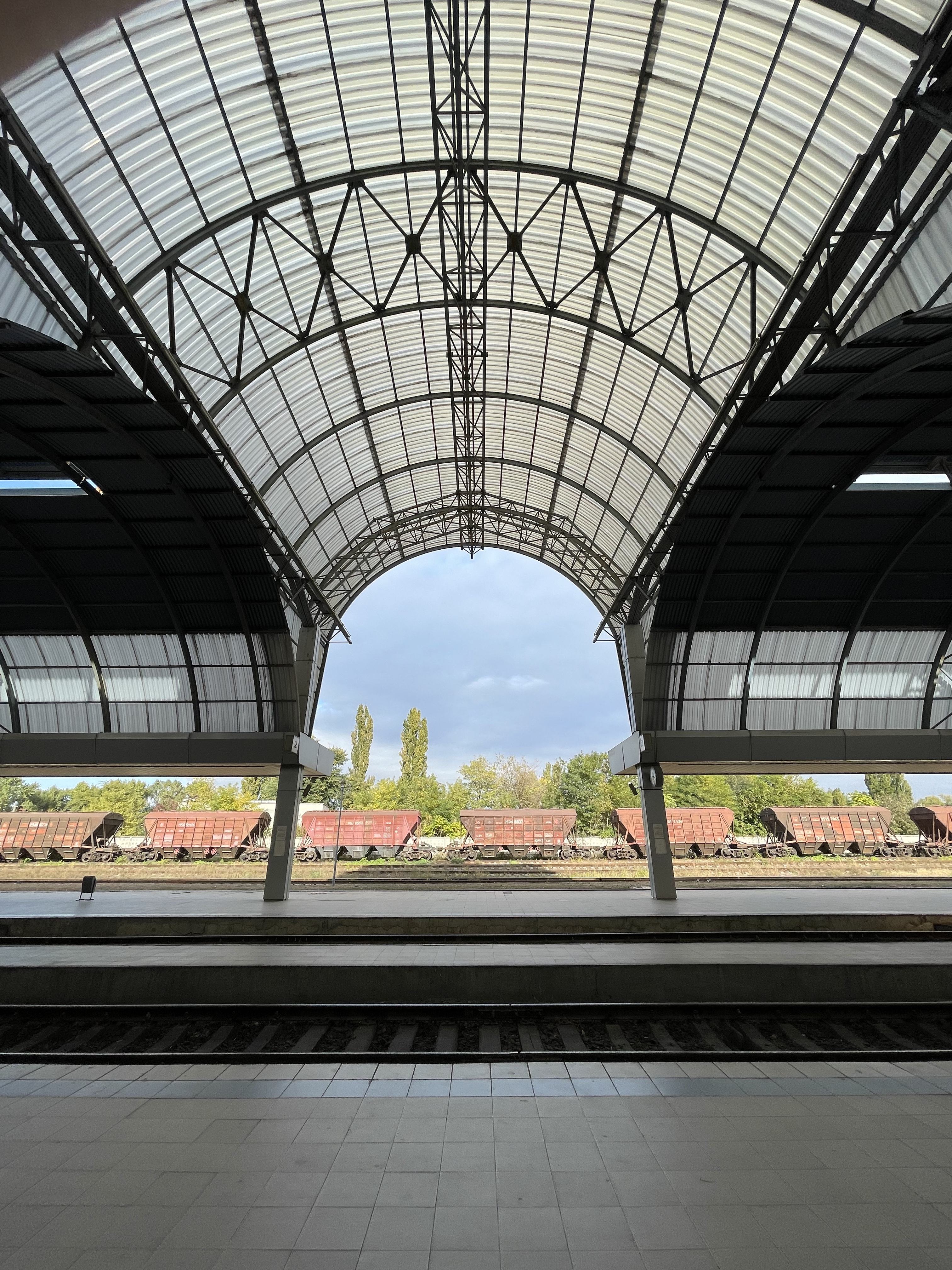
marquise de protection.